# Katie Spencer
Katie Spencer (* im 20. Jahrhundert) ist eine britische Bühnen- und Szenenbildnerin, die bisher sechsmal für einen Oscar in der Kategorie Beste Szenenbild nominiert wurde.

## Leben und Karriere
Anfang der 1980er Jahre besuchte Spencer die Drama School in London. Anschließend arbeitete sie als Bühnenbildnerin am Theater und wechselte von dort aus zu BBC. Katie Spencer arbeitete als Einkäuferin für das Filmdrama The Gouverness mit Minnie Driver in der Hauptrolle. Ein Jahr später war sie für die Szenenbilder in Lover oder Loser verantwortlich. Für das Beste Szenenbild von Stolz und Vorurteil erhielt Spencer 2006 ihre erste Oscarnominierung. Ihre Arbeit an den Szenenbildern zu Abbitte, brachte ihr 2008 die zweite Oscarnominierung und einen BAFTA-Award in derselbigen Kategorie ein. Mit Sherlock Holmes und der Wahl zum Besten Szenenbild erhielt sie ihre dritte Nominierung bei den Academy Awards. Für die Fortsetzung Sherlock Holmes: Spiel im Schatten aus dem Jahr 2011, arbeitete Spencer ebenfalls als Szenenbildnerin. Vier Jahre nach ihrer letzten Nominierung wurde sie für das Filmdrama Anna Karenina zum vierten Mal für einen Oscar nominiert. Alle Nominierungen erhielt sie gemeinsam mit Sarah Greenwood.

## Filmografie (Auswahl)
- 1998: The Governess
- 1999: Lover oder Loser (This Year's Love)
- 2005: Stolz und Vorurteil (Pride & Prejudice)
- 2007: Abbitte
- 2009: Sherlock Holmes
- 2011: Sherlock Holmes: Spiel im Schatten (Sherlock Holmes: A Game of Shadows)
- 2011: Wer ist Hanna? (Hanna)
- 2012: Anna Karenina
- 2016: Verräter wie wir (Our Kind of Traitor)
- 2017: Die Schöne und das Biest (Beauty and the Beast)
- 2017: Die dunkelste Stunde (Darkest Hour)
- 2020: Rebecca
- 2021: Cyrano
- 2023: Barbie

## Auszeichnungen und Nominierungen
Oscar
- 2006: Nominierung in der Kategorie Bestes Szenenbild für Stolz und Vorurteil
- 2008: Nominierung in der Kategorie Bestes Szenenbild für Abbitte
- 2009: Nominierung in der Kategorie Bestes Szenenbild für Sherlock Holmes
- 2013: Nominierung in der Kategorie Bestes Szenenbild für Anna Karenina
- 2018: Nominierung in der Kategorie Bestes Szenenbild für Die dunkelste Stunde
- 2018: Nominierung in der Kategorie Bestes Szenenbild für Die Schöne und das Biest
- 2024: Nominierung in der Kategorie Bestes Szenenbild für Barbie

BAFTA Awards
- 2008: BAFTA Award in der Kategorie Bestes Szenenbild für Abbitte
- 2013: Nominierung in der Kategorie Bestes Szenenbild für Anna Karenina
- 2018: Nominierung in der Kategorie Bestes Szenenbild für Die dunkelste Stunde
- 2018: Nominierung in der Kategorie Bestes Szenenbild für Die Schöne und das Biest
- 2021: Nominierung in der Kategorie Bestes Szenenbild für Rebecca
- 2022: Nominierung in der Kategorie Bestes Szenenbild für Cyrano
- 2024: Nominierung in der Kategorie Bestes Szenenbild für Barbie

Art Directors Guild Award
- 2010: Gewinnerin in der Kategorie Bestes Szenenbild für Sherlock Holmes
- 2013: Gewinnerin in der Kategorie Bestes Szenenbild für Anna Karenina
- 2017: Gewinnerin in der Kategorie Bestes Szenenbild für Black Mirror
- 2018: Nominierung in der Kategorie Bestes Szenenbild für Die dunkelste Stunde
- 2018: Nominierung in der Kategorie Bestes Szenenbild für Die Schöne und das Biest

Broadcast Film Critics Association Awards
- 2013: Critics Choice Award in der Kategorie Best Art Direction für Anna Karenina
- 2018: Nominierung in der Kategorie Best Art Direction für Die Schöne und das Biest
- 2024: Critics Choice Award in der Kategorie Best Art Direction für Barbie